# Associação de Futebol da Malásia
A Associação de Futebol da Malásia (FAM) (em malaio:  Persatuan Bola Sepak Malaysia) é o órgão dirigente do futebol da Malásia, responsável pela organização dos campeonatos disputados no país, bem como as partidas da seleção nacional masculina e feminina. Foi fundada em 1933 e é filiada à Federação Internacional de Futebol (FIFA) e à Confederação Asiática de Futebol (AFC) desde 1954. Ahmad Shah de Pahang é o atual presidente da entidade.